# Konrad Schottmüller
Konrad Schottmüller, eigentlich Waldemar Conrad Schottmüller, (* 23. September 1841 in Berlin; † 16. Mai 1893 ebenda) war ein deutscher Historiker. Er war Gründer und erster Sekretär der Preußischen Historischen Station in Rom.

## Leben
Konrad Schottmüller war der Sohn des blinden Berliner Historikers und Erziehers Adolf Schottmüller und der Helene, geb. Rockenstein. Nach dem Abitur studierte Konrad Schottmüller Geschichte und Nationalökonomie in Göttingen und Berlin, 1868 wurde er in Berlin promoviert. Ab 1870 war er Lehrer, ab 1878 Professor an der Hauptkadettenanstalt in Berlin. Von 1888 bis 1890 war er erster Sekretär der Preußischen Historischen Station in Rom. 1889 wurde er Bibliothekar an der Königlichen Bibliothek in Berlin, war aber weiter nach Rom abgeordnet. 1889 wurde er Hilfsarbeiter, 1891 vortragender Rat im Kultusministerium in Berlin.
1876 wurde er in die Berliner Freimaurer-Loge Friedrich Wilhelm zur Morgenröthe aufgenommen worden. Er war Verfasser einer Studie über den Tempelritterorden und eines zweibändigen Werkes „Der Untergang des Templerordens mit urkundlichen und kritischen Beitragen“ (1887). Diese Untersuchungen veranlassten die Große Landesloge der Freimaurer von Deutschland 1888, die freimaurerische Templerüberlieferung ihres Systems zu überdenken.
Er war Mitglied der Burschenschaft Germania Berlin.

## Familie
Verheiratet war er seit dem 29. April 1870 mit Emma Wittich, die aus einer Berliner Verlegerfamilie stammte. Aus dieser Ehe gingen zwei Kinder hervor, der Archivar Kurt Schottmüller (1871–1919) und die Kunsthistorikerin Frida Schottmüller (1872–1936). Er war der Großvater der Künstlerin Oda Schottmüller (1905–1943).

## Schriften (Auswahl)
- Die Entstehung des Stammherzogthums Baiern am Ausgang der karolingischen Periode. Dissertation, Otto Löwenstein, Berlin 1868 (Digitalisat).
- Fehrbellin. Berlin 1875.
- Bericht über die archivalischen Forschungen zur Geschichte und dem Prozeß des Tempelherrenordens. In: Sitzungsberichte der Kgl. Preußischen Akademie der Wissenschaften, 1886, S. 1019–1042 (Digitalisat).
- Der Untergang des Templerordens. 2 Bände. Mittler, Berlin 1887 (Digitalisat Band 1, Band 2).